# Otter Creek (Vermont)
Pour les articles homonymes, voir Otter Creek.
Otter Creek est l'un des principaux cours d'eau de l'État américain du Vermont. Ce cours d'eau s'appelle autrefois la rivière aux Loutres.

## Histoire
Rivière faisant partie de la Nouvelle-France avant 1763, des concessions dépendant du gouvernement de Montréal sont accordées à des Français. En 1756, à la rivière aux Loutres, un « ennemi a détruit deux bateaux armés chacun de six hommes ».